# Uncasville
Uncasville es una pedanía perteneciente a la ciudad de Montville, en el estado de Connecticut (Estados Unidos). Está situada al sureste de Montville, en la desembocadura del río Oxoboxo. El topónimo Uncasville se aplica por lo general a la parte oriental de Montville, puesto que toda la zona comparte el mismo código postal. 
En 1994 el gobierno federal de los Estados Unidos reconoció oficialmente a la tribu indígena mohegan de Connecticut, que históricamente había ocupado este territorio. Ese mismo año el Congreso aprobó la Ley de Acción de Reclamación de la Tierra de la nación mohegan de Connecticut. Autorizó a los Estados Unidos a destinar la tierra al nordeste de Montville para crear una reserva para la tribu mohegan. Desde que ésta se creó en 1996, la tribu desarrolló en ella el complejo Mohegan Sun Casino. También ha construido el Mohegan Sun Arena en su tierra. Los mohegan son uno de los pueblos nativos americanos y hablan una lengua perteneciente a la familia algonquina.

## Historia

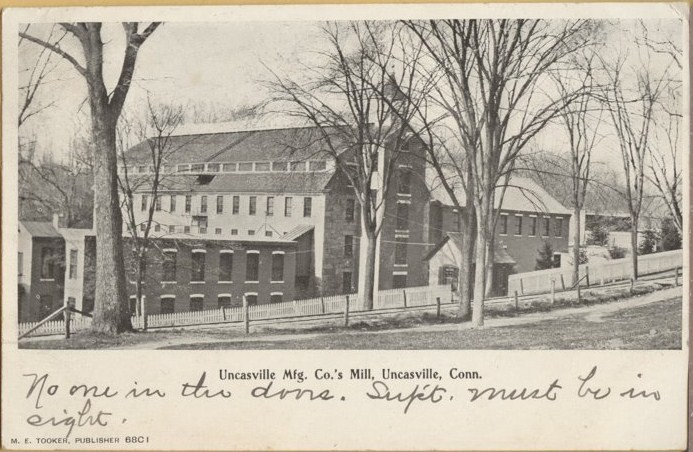
Uncasville, 1906

Uncasville toma su nombre de Uncas, el Sachem de Mohegan del siglo XVII. Los Mohegan, originalmente parte del pueblo pequot de habla algonquina, se independizaron durante los siglos XVII y XVIII; Se aliaron con los ingleses durante la guerra de Pequot de 1637. Uncas estableció una aldea fortificada para la defensa, ahora conocida como fortaleza Shantok, en una elevación junto al río Thames. Posteriormente dio la bienvenida a colonos ingleses a las tierras Mohegan. El pueblo de Uncasville se convirtió en el sitio del primer molino de lana en los Estados Unidos, desarrollado por los hermanos John y Arthur Schofield. Su cardado e hilado estaba situado en la desembocadura del río Oxoboxo. La Uncasville Manufacturing Corporation operó en el río a principios del siglo XX, como se muestra en la imagen de la postal a la derecha. En la década de 1950 la Olin Mathieson Chemical Corporation estableció una gran fábrica en la sección de Sandy Desert en el noreste de Montville. En 1961, formó una empresa conjunta, la Corporación Nuclear Unida, con la Corporación Mallinckrodt de América, y la Corporación de Desarrollo Nuclear de América. Comenzaron con un total de 1400 empleados, produciendo componentes de combustible de reactores nucleares para el programa nuclear de la Marina de los Estados Unidos. El sitio estaba cerca de la bahía de comercio. Algunas partes del programa terminaron en 1976. Después de que United Nuclear cesó sus operaciones alrededor de 1990, el sitio fue limpiado de peligros ambientales, desarmado y puesto en libertad para uso sin restricciones. Este era un área de la reurbanización según lo designado por la aldea. Como los agentes coloniales habían vendido tierras reservadas para ellos, el pueblo Mohegan había perdido el reconocimiento como entidad soberana. Ellos buscaron el reconocimiento federal a través del proceso administrativo formal, presentando documentación completa para demostrar su comunidad y continuidad cultural. Al mismo tiempo, a partir de la década de 1970, estaban llevando a cabo una reclamación de tierras contra Connecticut por haber sido privado de sus tierras tradicionales. En 1994, el Departamento del Interior de los Estados Unidos concedió reconocimiento federal a la tribu Mohegan. Unos meses después, el Congreso de Estados Unidos aprobó la Ley de Acuerdo de Reclamación de Tierras de la Nación Mohegan (Connecticut). Autorizó a los Estados Unidos a confiar en el sitio nuclear de United para su uso como tierras de reserva Mohegan, con lo que también extinguió cualquier otra reclamación de tierras Mohegan en Connecticut. A cambio, el Congreso aprobó que la tribu emprendiera operaciones de juego en el sitio de la reserva. Con su propia reserva, Mohegan desarrolló operaciones de juego para generar ingresos para el bienestar tribal. Abrieron el casino Mohegan Sun el 12 de octubre de 1996, cerca del antiguo sitio de Fort Shantok sobre el río Támesis. Desde entonces se ha ampliado en un gran complejo con hoteles y otras instalaciones.

## Geografía
Uncasville pueblo está situado en el sureste de Montville cerca de la confluencia de los ríos Oxoboxo y Thames. Todo el este Montville, situado en la orilla occidental del Támesis, es servido por el código postal de Uncasville, 06382, y también se conoce como Uncasville. La Oficina del Censo de los Estados Unidos trata la aldea de Uncasville como parte del lugar designado por el censo del río Oxoboxo. El Mohegan Sun Resort está a unos 3 kilómetros (4,8 km) al norte de Uncasville pueblo.

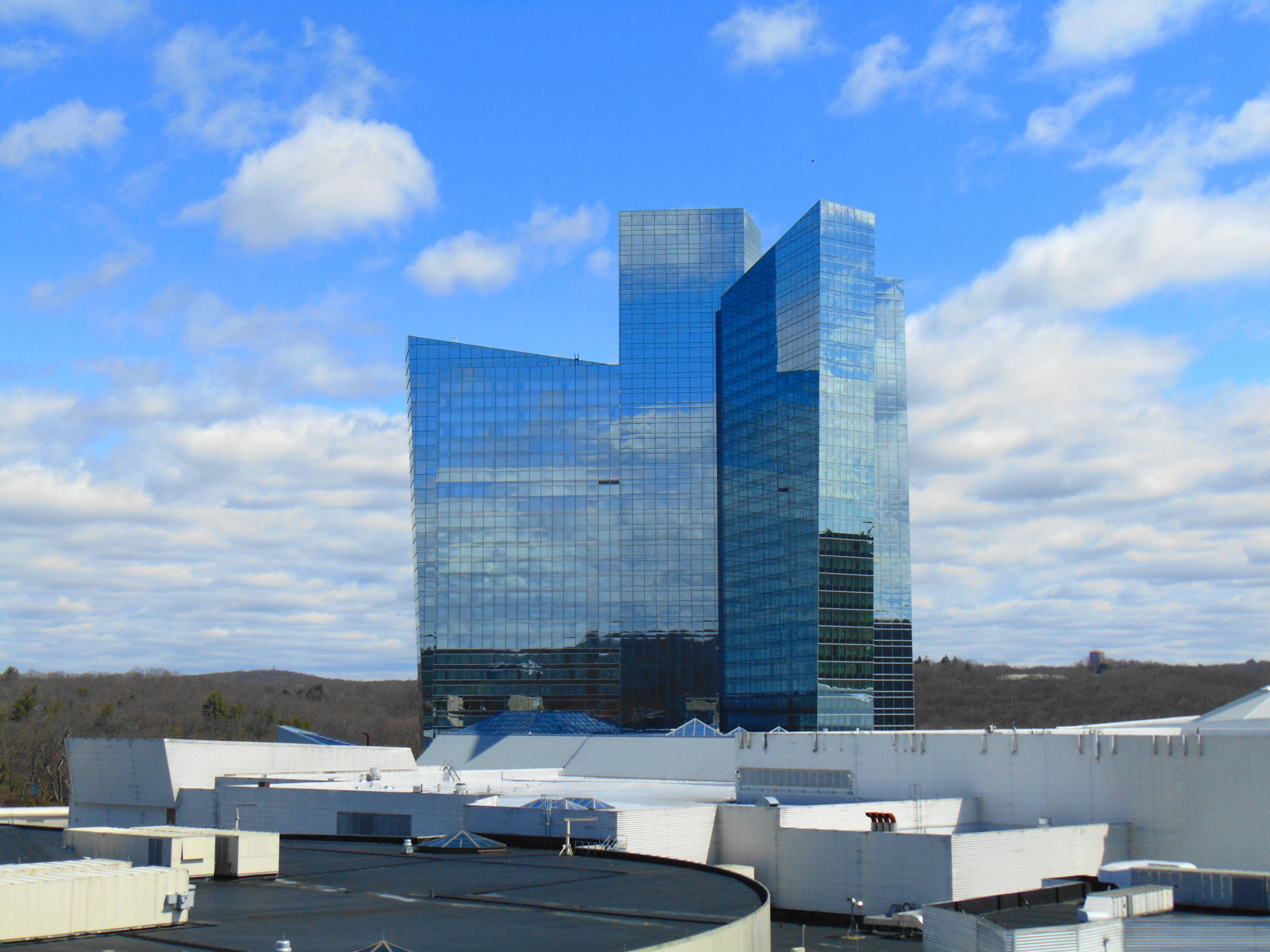
Mohegan Sun

## Mohegan Sun
El casino de Mohegan Sun en Uncasville, fundado en 1996, se ha convertido en uno de los casinos más grandes del mundo. Tiene más de 250.000 pies cuadrados (23.000 m²). El complejo turístico asociado incluye un hotel de lujo, un teatro de entretenimiento y más de veinte restaurantes y tiendas. El Mohegan Sun Arena, ubicado en el complejo, alberga conciertos y eventos deportivos en vivo. Es la sede del equipo de la Asociación Nacional de Baloncesto de las Mujeres, el Connecticut Sun y los New England Black Wolves de la NLL.